# George Bogle
George Bogle (1746 – 1781) è stato un avventuriero e diplomatico scozzese, il primo a stabilire relazioni diplomatiche con il Tibet e a tentare il riconoscimento della Cina dei Qing. La sua missione è ancora oggi al centro del dibattito storico tra Cina e indipendentisti tibetani.
George Bogle era il secondo figlio un ricco mercante di Glasgow, George Bogle of Daldowie, uno dei "Signori del Tabacco" (Tobacco Lords) e di Anne Sinclair, appartenente ad una famiglia della gentry, discendente diretta di Giacomo I e Giacomo II di Scozia. Suo padre aveva importanti contatti nelle élite scozzesi, sia economiche che politiche, così come contatti di natura commerciale nell'Impero britannico.
La gentry scozzese, a cui apparteneva, giocavano un importante ruolo nella Gran Bretagna del XVIII secolo. La loro appartenenza politica era spesso gestita attraverso il patronato. In particolare, Henry Dundas fu in grado di offrire ai più giovani figli della gentry opportunità in India. Questo fu particolarmente importante nel percorso di Bogle.

## Primi anni
George Bogle nacque nel 1746. Sua madre morì quando George aveva appena tredici anni. L'anno successivo entrò all'Edinburgh University dove studiò logica. Completò la sua formazione presso un'accademia privata a Enfield, nei pressi di Londra, all'età di 18 anni. In seguito viaggiò per sei mesi in Francia. Suo fratello Robert lo assunse allora come cassiere nei suoi uffici londinesi della Bogle and Scott dove rimase per quattro anni.

## India
Attraverso la sua rete familiare, Bogle si assicurò un incarico nella Compagnia delle Indie Orientali. Nel 1770, al culmine della Carestia del Bengala, arrivò a Calcutta, il centro del potere britannico in India. Le sie lunghe lettere alla famiglia, così come il suo diario, lo fecero conoscere come uno scrittore un vivace, divertente e intuitivo. I commenti dei suoi colleghi e di altri lo definivano come un piacevole, anzi scherzoso, anche se a volte sfrenato, compagno. Queste qualità influenzarono senza dubbio Warren Hastings, governatore generale della Compagnia, quando nominò Bogle suo segretario privato. Bogle era consapevole dei sospetti di corruzione di Hastings (ciò emerge dalle sue lettere). Hastings infatti sarebbe stato incriminato a breve.

## Invio in Bhutan e Tibet
Nel 1773, Hastings rispose ad un appello del raja di Cooch Behar, nel nord del Bengala. Il territorio del re indiano era stato invaso da Zhidar, il Druk Desi del Bhutan. Hastings offrì l'aiuto al raja in cambio del riconoscimento della sovranità britannica. Il re acconsentì e con l'aiuto delle truppe britanniche respinsero i bhutanesi al di fuori dei Duar nel 1773.
Zhidar tornò dunque a fronteggiare la guerra civile nel suo paese. Il suo nemico Jigme Senge, il reggente dello Shabdrung, che all'epoca aveva appena sette anni, aveva cavalcato il malcontento popolare. Zhidar era impopolare per la sua tassa di corvé (aveva l'obiettivo di ricostruire uno dei maggiori dzong entro un anno, un traguardo irragionevole), ma anche per le sue aperture alla dinastia Qing, che minacciava l'indipendenza bhutanese. Zhidar fu subito spodestato e obbligato ad andare in Tibet, dove venne imprigionato dal Panchen Lama. Si insediò quindi un nuovo Druk Desi, Kunga Rinchen, con il quale si aprirono nuove opportunità per la diplomazia britannica.
Hastings nominò Bogle per una missione diplomatica ed esplorativa “to chart the unknown territory beyond the northern borders of Bengal”, per aprire una via al commercio con il Tibet e possibilmente stabilire delle relazioni commerciali clandestine con l'Impero Cinese che controllava severamente il commercio estero a Canton.
La spedizione di Bogle si avviò nel 1774. I componenti, oltre allo stesso Bogle, erano  Alexander Hamilton, un chirurgo dell'esercito, e Purangir Gosain (un agente del Panchen Lama, all'epoca il capo effettivo del Tibet), oltre a un seguito di servitori. Nonostante gli avvisi del governo cinese e del Panchen Lama, che gli intimavano di non entrare in Tibet, Bogle si servì dell'instabilità politica in Bhutan e delle tensioni tra il Panchen ed il reggente del settimo Dalai Lama, per riuscire ad entrare nel Paese delle Nevi dove fu ricevuto dal Panchen Lama a Shigatse. Bogle fece un'impressione favorevole a Lobsang Palden Yeshe, il sesto Panchen Lama e spese sei mesi nei suoi palazzi, apprendendo il più possibile sulla cultura e sulla politica tibetana. Bogle fu particolarmente colpito dall'esperienza ed annotò nel suo diario: "When I look upon the time I have spent among the Hills it appears like a fairy dream". La sua pubblicazione sul suo viaggio potrebbe essere alla base dell'idea di Tibet visto poi come Shangri-la.
Tornando in India Bogle fece costruire un tempio buddhista sulle rive del Gange, per esaudire la richiesta del Panchen Lama, non lontano dalla sede della Compagnia, dove i monaci buddhisti potevano tornare alle loro radici spirituali in India.
Nonostante l'obiettivo di stabilire una via commerciale con la Cina non fu raggiunto, si diede avvio ad una duratura relazione tra il tibetani e i britannici.

## Morte
Bogle morì, probabilmente di colera, il 3 aprile 1871 e venne sepolto presso il South Park Street Cemetery di Calcutta. Non si sposò mai, ma lasciò un figlio, George, e due figlie Martha and Mary. Secondo una tradizione familiare, la madre delle due ragazze era tibetana. Martha e Mary furono mandate a Daldowie, dove vennero cresciute dalla famiglia di Bogle e alla fine sposarono degli scozzesi.